# Naděžda Kavalírová

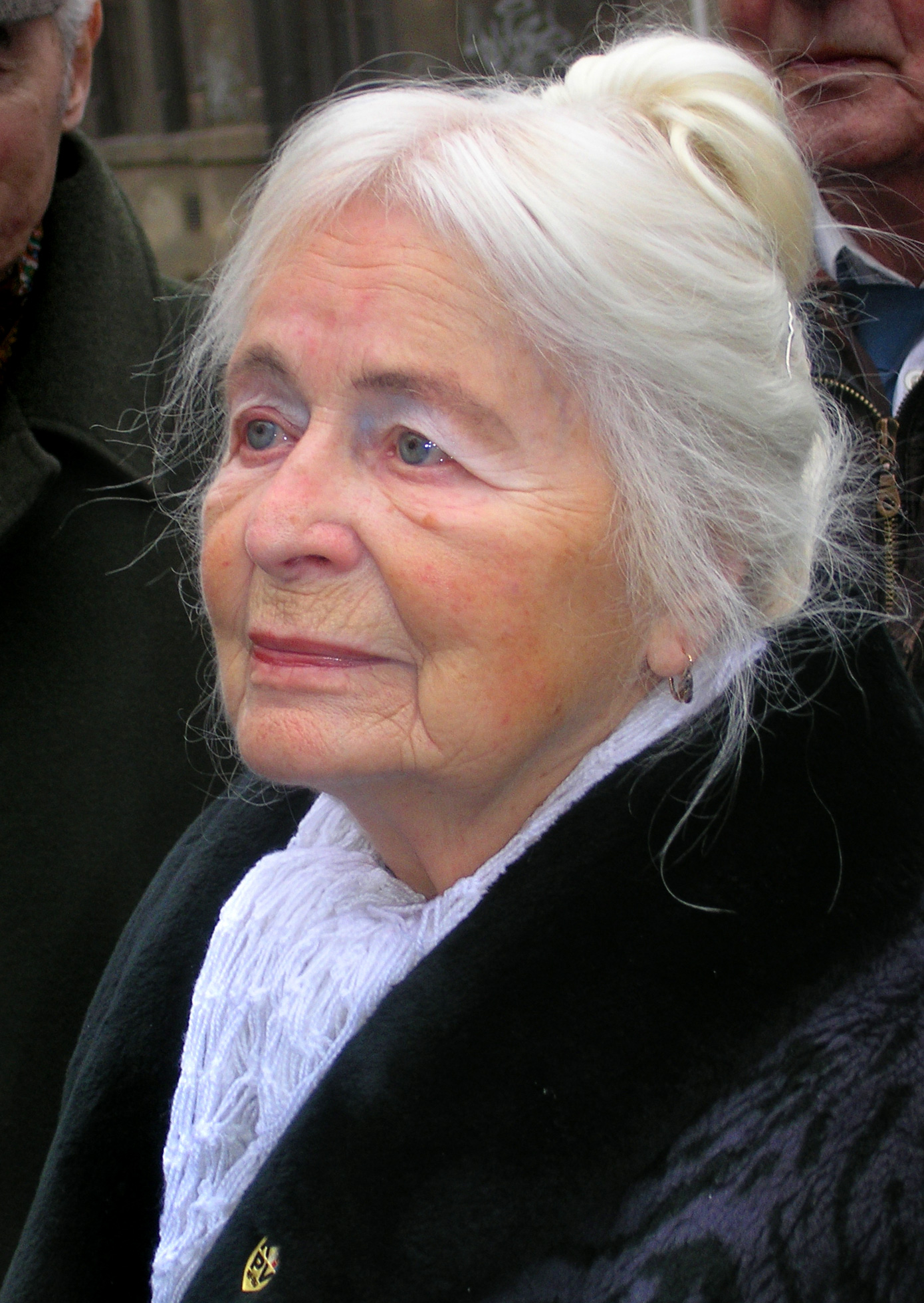
Naděžda Kavalírová (2008)

Naděžda Kavalírová (geb. 13. November 1923 als Naděžda Morávková in Opočno; gest. 20. Januar 2017 in Pardubice) war eine tschechische Dissidentin und politische Gefangene.

## Leben
Kavalírová studierte Medizin an der Karls-Universität in Prag. Sie war Mitglied der Tschechischen Volkssozialistischen Partei. Aufgrund ihrer Mitgliedschaft in der Partei musste sie nach dem Februarumsturz 1948 ihr Studium abbrechen und nahm an Studentenprotesten auf der Prager Burg gegen den Umsturz teil. 1956 wurde sie des Hochverrats angeklagt und in einem Schauprozess zu fünf Jahren Haft verurteilt. Nach drei Jahren kam sie auf Bewährung frei.
Nach dem Fall des kommunistischen Regimes half sie, dass politische Gefangene Entschädigungszahlungen erhielten, und trug bei Entwürfen zu entsprechenden Gesetzen bei. Ab 1990 hatte sie führende Positionen in der Konföderation politischer Gefangener inne; zunächst als stellvertretende Vorsitzende und ab 2003 als Vorsitzende. Von Dezember 2007 bis Januar 2013 war sie auch Vorsitzende des Rates des Instituts für das Studium totalitärer Regime (ÚSTR).
2010 gehörte sie zu den Erstunterzeichnern der Erklärung über die Verbrechen des Kommunismus.
Sie starb im Alter von 93 Jahren.

## Ehrungen
- Tomáš-Garrigue-Masaryk-Orden 2006
- Vyznamenání Zlaté lípy 2008
- Zelená perla 2011